# 船山书院

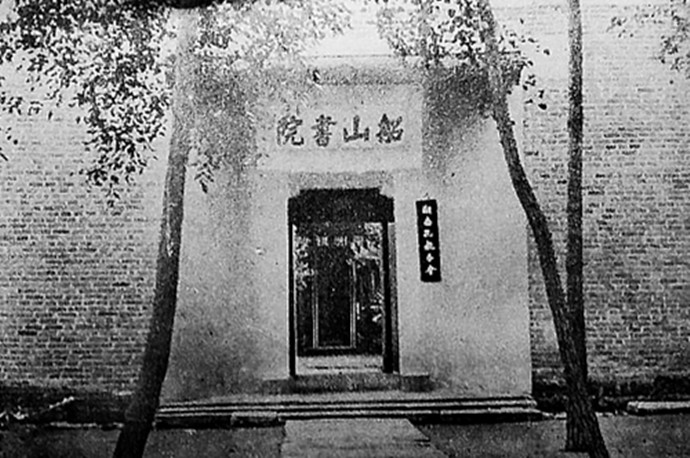
清末民初的船山书院照片

船山书院位于湖南省衡阳市湘江上东洲岛上，创建于1878年。

## 历史沿革
1878年，张宪和在兵部尚书彭玉麟的支持下，创建船山书院。
原址在回雁峰下的王衙坪王氏宗祠。
1885年，彭玉麟在东洲岛上重建船山书院，并亲聘王闿运任山长。
解放后曾被多个单位使用，在原址上办过小学、老年大学、医院等，后破旧不堪。

## 建筑修复
2015年1月，随着东洲岛综合建设项目的开建，船山书院修缮工作也在进行中。
船山书院规划建筑总面积约4190平方米，在保护修缮3栋市级文物建筑的基础上，新建船山讲堂和配套管理用房。